# Зубенки
Зубенки́ —  село в Україні, у Хорольській міській громаді Лубенського району Полтавської області. Населення становить 12 осіб. З 2020 орган місцевого самоврядування — Хорольська міська рада.

## Географія
Село Зубенки знаходиться на відстані 0,5 км від сіл Левченки та Остапенки та за 1 км від села Новооріхівка. Поруч проходить залізниця, станція 185 км за 1 км.

## Історія
12 червня 2020 року, відповідно до розпорядження Кабінету Міністрів України № 721-р «Про визначення адміністративних центрів та затвердження територій територіальних громад Полтавської області», село увійшло до складу Хорольської міської громади..
19 липня 2020 року, в результаті адміністративно - територіальної реформи та ліквідації Хорольського району, село увійшло до складу новоутвореного Лубенського району.